# Örjan Ouchterlony
Örjan Thomas Gunnarsson Ouchterlony, född 14 januari 1914 i Stockholm, död 25 september 2004 i Kungälvs församling,  var en svensk läkare och bakteriolog. 
Ouchterlony tjänstgjorde som militärbiolog i Finland 1939–1942. Han blev medicine licentiat vid Karolinska Institutet 1942 och medicine doktor och docent 1949. Han var professor i bakteriologi vid Göteborgs universitet 1952–1980.
Han utvecklade i sin doktorsavhandling en helt ny analysmetod för immundiffusion. Denna metod kallas ofta Ouchterlony-metoden och var av grundläggande betydelse för utvecklingen av immunologi under flera årtionden, och användes över hela världen.
Ouchterlony var gästprofessor vid ett antal utländska universitet bland annat Harvard. Hans kunnande togs i anspråk i många internationella sammanhang av WHO och andra organisationer i Indien, Pakistan och Tanzania, särskilt värdefull var hans insats i kampen mot kolera. Han invaldes i Vetenskapssocieteten i Uppsala 1960, och i Kungliga Vetenskapsakademien 1968.
Ouchterlony var son till stadskamrer Gunnar Ouchterlony och Lisa (född Pripp), och fick sex barn: Finn Ouchterlony, John, Mats, Frank, Björn, och Tim. Örjan Ouchterlony är begravd på Norra begravningsplatsen utanför Stockholm.